# Epidemische Lage von nationaler Tragweite
Epidemische Lage von nationaler Tragweite ist ein unbestimmter Rechtsbegriff, der mit Wirkung zum 28. März 2020 in das deutsche Infektionsschutzgesetz (IfSG) eingeführt wurde. Der Begriff lehnt sich an die „gesundheitliche Notlage internationaler Tragweite“ in Art. 12 der Internationalen Gesundheitsvorschriften an, die am 30. Januar 2020 von der Weltgesundheitsorganisation (WHO) während der COVID-19-Pandemie ausgerufen worden war. 
Die Sicherstellung der öffentlichen Gesundheit und die Bekämpfung einer auf den Menschen übertragbaren Krankheit soll in einer besonderen Lage zum einen Ausnahmen von der Gewaltenteilung rechtfertigen, indem die Exekutive befristet zum Erlass besonderer Rechtsverordnungen ermächtigt wird. Zum anderen lassen diese Rechtsverordnungen besondere Grundrechtseinschränkungen zu. Rechtstechnisch ist der zeitliche Geltungsbereich der Verordnungsermächtigungen zugunsten des Bundesgesundheitsministeriums und der Landesregierungen durch einen entsprechenden Beschluss des Deutschen Bundestages bedingt (§ 5 Abs. 2, § 28a IfSG). Der Bundestagsbeschluss ist konstitutiv für die besonderen Befugnisse des Bundesgesundheitsminister und die Grundrechtseingriffe der Länder durch besondere Schutzmaßnahmen.

## Verfassungsrechtliche Bedeutung

### Staatsorganisationsrecht in Ausnahmesituationen

#### Weimarer Reichsverfassung
Die Weimarer Verfassung vom 11. August 1919 sah in Art. 48 ein Notverordnungsrecht zugunsten des Reichspräsidenten vor. Wenn im Deutschen Reich die öffentliche Sicherheit und Ordnung erheblich gestört oder gefährdet war, durfte er zur Wiederherstellung der öffentlichen Sicherheit und Ordnung vorübergehend die Freiheit der Person, die Unverletzlichkeit der Wohnung, das Brief- sowie das Post-, Telegraphen- und Fernsprechgeheimnis, die Meinungsfreiheit, die Versammlungs- und die Vereinigungsfreiheit sowie das Eigentumsgrundrecht ganz oder zum Teil außer Kraft setzen. Nach dem Verfassungsverständnis von Carl Schmitt durften bei Störungen der öffentlichen Sicherheit die Grundrechte und verfassungsmäßigen Garantien als „Hindernis der staatlichen Selbstverteidigung“ und „Hemmnis politischen Handelns“ „suspendiert“ werden. Souverän sei, „wer über den Ausnahmezustand entscheidet, d. h. sowohl darüber, ob der extreme Notfall vorliegt, als auch darüber, was geschehen soll, um ihn zu beseitigen.“

#### Grundgesetz
Das Grundgesetz für die Bundesrepublik Deutschland regelt seit 1949 die Funktion des Staatswesens und ging dabei vom friedlichen Normalfall aus. Um die parlamentarische Demokratie auch im Krisenfall aufrechterhalten zu können, kamen im Jahr 1968 die Notstandsgesetze hinzu. Mit dem Siebzehnten Gesetz zur Änderung des Grundgesetzes vom 24. Juni 1968 wurde das Grundgesetz mit verfassungsändernder Mehrheit gem. Art. 79 Abs. 2 GG in Bundestag und Bundesrat um besondere Bestimmungen erweitert, die je nach Ursache und Schweregrad einer Gefährdung darauf abgestimmte Maßnahmen zum Schutz der staatlichen Ordnung vorsehen. In bewusster Abgrenzung zum Notverordnungsrecht der Weimarer Verfassung, das noch vor der Machtergreifung mit 254 sog. „Diktaturverordnungen“ zwischen dem 10. Oktober 1919 und dem 31. Dezember 1932 zu einer Entmachtung des Reichstags geführt hatte, gelten mit der Wesensgehaltsgarantie und der Bindung von Gesetzgebung, vollziehender Gewalt und Rechtsprechung an die Grundrechte (§ 19 Abs. 2, Art. 1 Abs. 3 GG) diese auch im Ausnahmezustand unbedingt und stehen nicht unter Vorbehalt. Denn eine Verfassung, „die in Notzeiten nicht gehalten werden kann, verfehlt ihren Sinn.“

##### Verfassungsrechtliche Ausnahmesituationen
Zur Abwehr einer inneren Bedrohung für die freiheitlich-demokratische Grundordnung durch organisierte und militärisch bewaffnete Aufständische sehen Art. 87a Abs. 4 und Art. 91 Abs. 2 GG ausnahmsweise den innerstaatlichen Einsatz von Polizeikräften nach Weisung durch die Bundesregierung sowie den Einsatz der Bundeswehr im Inland vor. In diesem Fall darf beispielsweise auch das Grundrecht der Freizügigkeit eingeschränkt werden (Art. 11 Abs. 2 GG).
Die Aufrechterhaltung oder Wiederherstellung der öffentlichen Sicherheit oder Ordnung im Fall einer Naturkatastrophe (Sturm, Hochwasser) oder eines Unglücksfalls (Flugzeugabsturz, Reaktorunfall) regelt Art. 35 GG. Vorübergehend nimmt die Verfassung hier mit einem Weisungsrecht der Bundesregierung gegenüber den Landesregierungen „zugunsten wirksamer Katastrophenbekämpfung ein Stück weit Abstand von dem für die Verfassung sonst so zentralen Föderalismus.“
Wird das Bundesgebiet von außen mit Waffengewalt angegriffen (Verteidigungsfall), werden Kompetenzen, Kontrollbefugnisse und Verfahren im Gewaltenteilungssystem verschoben. Die Bundes- und die Landesregierungen erhalten die primäre Befugnis zur Gefahrenabwehr (Art. 115f, Art. 115i GG), damit der Staat funktionsfähig bleibt. Als „Notparlament“ soll der Gemeinsame Ausschuss gem. Art. 53a GG sicherstellen, dass selbst der Extremfall staatlicher Existenzgefährdung nicht allein Sache der Exekutive ist, sondern der Gesetzgeber, wenngleich in begrenztem Umfang, beteiligt bleibt. Die Konzentration staatsorganisationsrechtlicher Befugnisse auf die Exekutive im Verteidigungsfall setzt einen Bundestagsbeschluss voraus, der mit Zweidrittelmehrheit und mit Zustimmung des Bundesrates gefasst werden muss (Art. 115a GG).

##### „Epidemischer Ausnahmezustand“
Das Grundgesetz (GG) enthält keine Regelungen für eine seuchenrechtliche Bedrohungslage, bei der sich – wie durch das Virus SARS-CoV-2 – eine übertragbare Krankheit grenzüberschreitend ausbreitet. Für die Aufrechterhaltung der Gesundheitsversorgung und die vom Robert Koch-Institut (RKI) gem. § 4 Abs. 2 IfSG empfohlenen Infektionsschutzmaßnahmen reichten die einfachgesetzlichen Rechtsgrundlagen im IfSG (§ 28, § 32 IfSG) nicht aus. Übergeordnete Normen mit Standards für die Aussetzung bzw. die Einschränkbarkeit von Grundrechten in Notstandszeiten gibt es im Grundgesetz nicht. Vielmehr dürfen die Grundrechte zu keiner Zeit in ihrem Wesensgehalt angetastet werden (Art. 19 Abs. 2 GG). Auch in Ausnahmesituationen sind die staatlichen Stellen an die Grundrechte gebunden (Art. 1Abs. 3 GG).
Die Feststellung einer „epidemischen Lage“ durch den Deutschen Bundestag sollte für die Pandemie-Governance den fehlenden rechtlichen Rahmen kreieren, um Dispense von verfassungsrechtlichen Bindungen zu ermöglichen.

### Begriffsentwicklung
Die epidemische Lage von nationaler Tragweite ist in den infektionsschutzrechtlichen Begriffsbestimmungen des § 2 Nr. 1–17 IfSG nicht legaldefiniert.
In einem Gesetzentwurf zur Änderung des Infektionsschutzgesetzes vom März 2020 bemühte sich das Bundesministerium für Gesundheit deshalb, die Voraussetzungen, unter denen eine epidemische Lage von nationaler Bedeutung in Deutschland vorliegen sollte, zu klären:
„Eine epidemische Lage von nationaler Tragweite liegt vor, wenn die Bundesregierung eine ernsthafte Gefahr für die öffentliche Gesundheit in der gesamten Bundesrepublik Deutschland festgestellt hat, weil
1. die Weltgesundheitsorganisation eine gesundheitliche Notlage von internationaler Tragweite ausgerufen hat und die Einschleppung einer bedrohlichen übertragbaren Krankheit in die Bundesrepublik Deutschland droht oder
2. die dynamische Ausbreitung einer bedrohlichen übertragbaren Krankheit über mehrere Länder in der Bundesrepublik Deutschland droht.

Die Bundesregierung hat die Feststellung einer epidemischen Lage von nationaler Tragweite unverzüglich aufzuheben, wenn die Voraussetzungen für ihre Feststellung nicht mehr vorliegen.“
In der Begründung zu diesem Gesetzentwurf wurde darauf hingewiesen, dass die Feststellung des Eintretens einer internationalen Notlage durch den Generaldirektor der WHO gemäß Art. 12 der Internationalen Gesundheitsvorschriften vom 23. Mai 2005 (IGV) ihrerseits an bestimmte Kriterien geknüpft sei und restriktiv gehandhabt werde. Die Feststellung löse innerstaatlich in der Bundesrepublik Deutschland jedoch keinen Automatismus von Rechtsfolgen aus. Vielmehr bedürfe es stets der gesonderten Feststellung durch die Bundesregierung. Von einer „dynamischen Ausbreitung einer bedrohlichen Krankheit“ sei auszugehen, wenn mehrere Bundesländer von einer Verbreitung betroffen seien, wie etwa bei der EHEC-Epidemie 2011. Die Bundesregierung müsse die Entwicklung der Lage ständig beobachten und überprüfen. Sobald sich die festgestellte Lage dergestalt fortentwickle, dass die Voraussetzungen für ihre Feststellung nicht mehr gegeben seien, habe die Bundesregierung die Lage unverzüglich für beendet zu erklären, um die „unmittelbare Rückkehr in den Normalzustand“ zu gewährleisten.
Die vorgeschlagene Definition wurde jedoch nicht in das Gesetz zum Schutz der Bevölkerung bei einer epidemischen Lage von nationaler Tragweite vom 27. März 2020 aufgenommen. Der Deutsche Bundestag stellte dennoch im Anschluss an die Verabschiedung des Gesetzes am 27. März 2020 zum ersten Mal eine epidemische Lage von nationaler Tragweite unter der stillschweigenden Bedingung fest, dass das Gesetz in Kraft tritt.
Für die Frage, wie der Begriff auszulegen sei, wurden die Gesetzesmaterialien herangezogen. Daraus lasse sich ableiten, dass eine „epidemische Lage von nationaler Tragweite“ im Sinne des § 5 Abs. 1 IfSG nach Auffassung des Gesetzgebers dann vorliege, wenn:
- eine durch den seuchenrechtlichen Notfall hervorgerufene erhebliche Gefährdung des Funktionierens des Gemeinwesens droht,
- in einer sich dynamisch entwickelnden Ausbruchssituation die Gefahr des Eintritts einer erheblichen Gefährdung der öffentlichen Gesundheit in der gesamten Bundesrepublik besteht, die durch eine sich grenzüberschreitend ausbreitende übertragbare Krankheit im Sinne des § 2 Nr. 3 IfSG gekennzeichnet ist,
- dieser Gefährdungslage für die öffentliche Gesundheit [nicht] nur begrenzt auf Landesebene begegnet werden kann,
- der Gefahr einer Destabilisierung des gesamten Gesundheitssystems vorgebeugt werden muss.[24]

Eine besondere Schwelle epidemischer Gefährlichkeit – etwa anhand eines bestimmten Infektionsrisikos, der Mortalität, der Schwere des Krankheitsverlaufs (vgl. § 2 Nr. 3a IfSG), der Basisreproduktionszahl oder der Verdopplungszeit – hatte der Gesetzgeber gerade nicht vorgesehen, was einerseits den Grad an rechtlicher Determination reduzierte, andererseits Ausdruck der gesetzgeberischen Einschätzungsprärogative war.
Mit dem Dritten Gesetz zum Schutz der Bevölkerung bei einer epidemischen Lage von nationaler Tragweite vom 18. November 2020 wurden in § 5 Abs. 1 Satz 4 IfSG die Voraussetzungen für die Feststellung einer epidemischen Lage von nationaler Tragweite durch den Deutschen Bundestag dann doch in das IfSG aufgenommen und zumindest umschrieben.
1. die Weltgesundheitsorganisation eine gesundheitliche Notlage von internationaler Tragweite ausgerufen hat und die Einschleppung einer bedrohlichen übertragbaren Krankheit in die Bundesrepublik Deutschland droht oder
2. eine dynamische Ausbreitung einer bedrohlichen übertragbaren Krankheit über mehrere Länder in der Bundesrepublik Deutschland droht oder stattfindet.

Die Feststellung und die Aufhebung sind im Bundesgesetzblatt bekannt zu machen (§ 5 Abs. 1 Satz 3 IfSG).

### Kritik
Die Feststellung erfordert weder eine qualifizierte Parlamentsmehrheit noch eine Zustimmung des Bundesrates. Anders als für den Spannungs- oder den Verteidigungsfall (Art. 80a, Art. 115a GG) ist die Feststellung eines „nationalen Epidemiefalls“ durch nicht-legislativen Bundestagsbeschluss auch nicht im Grundgesetz vorgesehen. Ob ein entsprechender Beschluss aufgrund einfachen Rechts dennoch verfassungsrechtlich zulässig ist, wurde bislang durch die Rechtsprechung nicht abschließend geklärt. Die rechtswissenschaftliche Diskussion wird kontrovers geführt, insbesondere zu der Frage, inwieweit schlichte Parlamentsbeschlüsse, die nicht in der Verfassung selbst vorgesehen sind, Grundrechtseinschränkungen zu tragen vermögen. Dagegen spricht, dass das Grundgesetz kein ungeschriebenes Notstandsrecht kennt. Mit der Entscheidung zugunsten einer positivierten Notstandsverfassung im Jahr 1968 hat der Verfassungsgeber zugleich die Anerkennung ungeschriebener Kompetenzen kraft Ausnahmezustands ausschließen wollen.
Ob der Begriff der „epidemischen Lage von nationaler Tragweite“ im Hinblick auf Art. 80 Abs. 1 GG hinreichend bestimmt ist, war in der rechtswissenschaftlichen Literatur von Anfang an umstritten.
Einerseits sei die Feststellung der epidemischen Lage an keine gesetzlich bestimmten und gerichtlich überprüfbaren Voraussetzungen gebunden wie bestimmte Inzidenzwerten oder eine Hospitalisierungsrate, andererseits würden aber außerordentliche Regelungsbefugnisse für die Exekutive eröffnet.
Teile der Literatur hielten es angesichts der Entscheidungskompetenz des Deutschen Bundestag dagegen für nicht erforderlich, im Gesetz zu definieren, unter welchen Voraussetzungen eine epidemische Lage von nationaler Tragweite bestehen soll.
Andere zogen eine Parallele zu der in § 1 Ernährungssicherstellungs- und -vorsorgegesetz (ESVG) definierten „Versorgungskrise“, an deren Voraussetzungen sich der Gesetzgeber orientieren werde. Allerdings legt § 1 ESVG anders als § 5 IfSG materielle Voraussetzungen fest, die erfüllt sein müssen, damit eine Versorgungskrise festgestellt werden kann und die Regierung insoweit zu Folgemaßnahmen ermächtigt wird: Die Deckung des lebensnotwendigen Bedarfs an Lebensmitteln muss im Spannungs- oder Verteidigungsfall oder infolge einer Naturkatastrophe, eines besonders schweren Unglücksfalles, einer Sabotagehandlung, einer wirtschaftlichen Krisenlage oder eines sonstigen vergleichbaren Ereignisses in wesentlichen Teilen des Bundesgebietes ernsthaft gefährdet sein. Außerdem ist erforderlich, dass diese Gefährdung ohne hoheitliche Eingriffe in den Markt nicht, nicht rechtzeitig oder nur mit unverhältnismäßigen Mitteln behoben werden kann (§ 1 Abs. 1 Nr. 1 und Nr. 2 ESVG). Demgegenüber seien die Voraussetzungen einer „epidemische Lage“ vergleichsweise unbestimmt.
Es stellte sich im Hinblick auf den Parlamentsvorbehalt jedoch als eine Verbesserung des § 5 IfSG dar, dass – anders als im Vorschlag des Bundesgesundheitsministeriums von März 2020 – nicht die Bundesregierung, sondern der Deutsche Bundestag zu entscheiden hat, ob eine epidemische Lage von nationaler Tragweite besteht. Wenn die Bundesregierung selbst hätte entscheiden wollen, unter welchen Voraussetzungen ihr anstelle des Bundestages eine Regelungsbefugnis zukommt, hätte der Bundestag dieser „weitgehend entgrenzten Selbstermächtigung der Regierung“ im November 2020 nicht zugestimmt.

## Rechtsfolgen

### Verordnungsrecht des Bundesgesundheitsministeriums
Die konkurrierende Gesetzgebungskompetenz in Art. 74 Abs. 1 N. 19 GG für „Maßnahmen gegen gemeingefährliche oder übertragbare Krankheiten bei Menschen“ umfasst (nur) die im Infektionsschutzgesetz normierten Maßnahmen zur Verhütung und Bekämpfung dieser Krankheiten im Einzelfall, wie etwa Meldepflichten (§§ 6 ff. IfSG), Schutzimpfungen (§ 20 IfSG) oder die Absonderung einzelner Erkrankter (§ 30 IfSG).
Da der Vollzug des IfSG zudem bei den Ländern liegt (§ 54 IfSG), gab es für „epidemisch bedeutsame Fälle“ von bundesweiter Bedeutung bis zum 28. März 2020 nur ein Bund-Länder-Informationsverfahren, das die Bundesregierung durch Verwaltungsvorschrift konkretisiert hatte. Dieses Verfahren regelte nur die behörden- und länderübergreifende Unterrichtung und Koordinierung, enthielt aber keine weitergehenden Rechtsgrundlagen für bundesweite Maßnahmen zum Infektionsschutz.
Nachdem die WHO am 30. Januar eine „gesundheitliche Notlage von internationaler Tragweite“ erklärt hatte, reagierten die einzelnen Bundesländer mit sehr unterschiedlichen Maßnahmen.
Der sich grenzüberschreitend in der gesamten Bundesrepublik ausbreitenden, durch das Coronavirus SARSCoV-2 verursachten Krankheit COVID-19 könne begrenzt auf Landesebene jedoch nicht begegnet werden. Um einer Gefahr für die öffentliche Gesundheit in der gesamten Bundesrepublik zu begegnen, seien deshalb Regelungen erforderlich, die dem Bundesministerium für Gesundheit die entsprechenden Krisenreaktionsmaßnahmen ermöglichten. Mit dem Gesetz zum Schutz der Bevölkerung bei einer epidemischen Lage von nationaler Tragweite wurde daher mit Wirkung zum 28. März 2020 in § 5 Abs. 2 IfSG eine umfangreiche Verordnungsermächtigung zugunsten des Bundesgesundheitsministeriums nach vorheriger Feststellung einer „epidemischen Lage von nationaler Tragweite“ durch den Deutschen Bundestag gem. § 5 Abs. 1 IfSG aufgenommen, um die vermeintlichen Schwächen des Föderalismus bei der Pandemiebekämpfung zu überwinden und „einer Destabilisierung des gesamten Gesundheitssystems vorzubeugen.“
Das Bundesministerium für Gesundheit wurde nicht nur ermächtigt, durch Anordnung oder Rechtsverordnung ohne Zustimmung des Bundesrates Maßnahmen zur Grundversorgung mit Arzneimitteln, einschließlich Betäubungsmitteln, Medizinprodukten, Labordiagnostik, Hilfsmitteln, Gegenständen der persönlichen Schutzausrüstung und Produkten zur Desinfektion sowie zur Stärkung der personellen Ressourcen im Gesundheitswesen zu treffen, sondern auch Einreisebestimmungen mit Kontaktdatenerfassung und Nachweispflichten über den Gesundheitszustand bzw. Impfstatus sowie Beförderungsbeschränkungen im Eisenbahn-, Bus-, Schiffs- und Flugverkehr. Die vorherige formale Feststellung „der epidemischen Lage von nationaler Tragweite“ durch den Deutschen Bundestag sollte dabei das staatsorganisationsrechtliche Manko einer zentralen Zuständigkeit auf Bundesebene kompensieren und den rechtsstaatlichen Anforderungen an den Parlamentsvorbehalt genügen, dem eine Delegation der Rechtsetzung vom Parlament an die Exekutive gem. Art. 80 Abs. 1 GG bedarf.

### Verordnungsrecht der Landesregierungen
Die bis zum Herbst 2020 maßgeblich auf Grundlage der §§ 28 ff., 32 IfSG getroffenen Maßnahmen zur Bekämpfung der Coronavirus-Pandemie führten teilweise zu erheblichen Eingriffen in grundrechtliche Freiheiten wie die Grundrechte der Freiheit der Person, die Versammlungsfreiheit und die Unverletzlichkeit der Wohnung. So wurde beispielsweise in Bayern oder Berlin verordnet, die eigene Wohnung gar nicht mehr oder nur noch bei Vorliegen triftiger Gründe zu verlassen.
Die damaligen Maßnahmen ergingen zumeist nach einer Bund-Länder-Konferenz, auf der Bundeskanzlerin Angela Merkel und die Ministerpräsidenten der Länder den Inhalt entsprechender Landesverordnungen informell abgestimmt hatten.
Rechtswissenschaft und Rechtsprechung hatten immer wieder angezweifelt, dass die infektionsschutzrechtliche Generalklausel des §§ 28, 32 IfSG derart detaillierte Eingriffe in Grundrechte durch Geschäftsschließungen, Masken- und Testpflichten, Zugangsbeschränkungen zu diversen Einrichtungen oder öffentliche Alkoholverbote rechtfertigen könne.
Um den verfassungsrechtlichen Anforderungen des Parlamentsvorbehalts aus Art. 80 Abs. 1 Satz 1 und 2 GG angesichts der länger andauernden Pandemielage und fortgesetzt erforderlichen eingriffsintensiven Maßnahmen auch insoweit zu entsprechen, wollte der Gesetzgeber deshalb im November 2020 „für die Dauer der Feststellung einer epidemischen Lage von nationaler Tragweite“ die Dauer, Reichweite und Intensität exekutiven Handelns gesetzlich präzisieren.
Deshalb wurden in dem neuen § 28a Abs. 1 IfSG in der Fassung des Dritten Gesetz zum Schutz der Bevölkerung bei einer epidemischen Lage von nationaler Tragweite mit Wirkung zum 19. November 2020 nicht nur Regelbeispiele zulässiger Schutzmaßnahmen aufgelistet wie Abstandsgebote, eine Maskenpflicht, die Erstellung von Hygienekonzepten für Einrichtungen mit Publikumsverkehr, Ausgangs- oder Kontaktbeschränkungen etc., sondern auch entsprechende Rechtsverordnungen der Landesregierungen – wie schon seit März 2020 das Verordnungsrecht des Bundesgesundheitsministeriums gem. § 5 Abs. 2 IfSG – von der vorherigen Feststellung einer epidemischen Lage durch den Deutschen Bundestag abhängig gemacht.
Kritiker bemängelten jedoch weiterhin, dass Inhalt, Zweck und Ausmaß der in § 28a IfSG erteilten Ermächtigung nicht bestimmt genug seien. Ein nicht abschließender Katalog bloßer Regelbeispiele sei bei eingriffsintensiven Maßnahmen von vornherein ungeeignet, den aus der Wesentlichkeitstheorie und für Rechtsverordnungen unmittelbar aus Art. 80 Abs. 1 Satz 2 GG folgenden Bestimmtheitsgrundsatz zu wahren. Spezielle Tatbestandsvoraussetzungen oder einschränkende Maßgaben auf Rechtsfolgenebene fehlten. „Bei unbefangener Lesart könnte man meinen, der Gesetzgeber wolle die zuständigen Behörden ermächtigen, den Gang in den eigenen Garten zu verbieten.“

## Feststellungsbeschlüsse des Deutschen Bundestages
Der Deutsche Bundestag hat bisher fünf Mal eine epidemische Lage festgestellt, aber nur zum Teil gem. § 5 Abs. 1 Satz 5 IfSG im Bundesgesetzblatt bekannt gemacht:
- 25. März 2020[59]
- 18. November 2020[60][61]
- 4. März 2021[62][63]
- 11. Juni 2021[64][65]
- 25. August 2021[66]

## Nichtfeststellung des Fortbestehens der epidemischen Lage
Seit 31. März 2021 galt nach dem Gesetz zur Fortgeltung der die epidemische Lage von nationaler Tragweite betreffenden Regelungen die Feststellung der epidemischen Lage von nationaler Tragweite nicht mehr unbefristet, sondern sie galt als aufgehoben, wenn der Bundestag nicht spätestens drei Monate nach der letzten Feststellung ihr Fortbestehen erneut feststellt.
Die zuletzt mit Beschluss vom 25. August 2021 erneut festgestellte epidemische Lage galt danach am 25. November 2021 als aufgehoben, da der Bundestag das Fortbestehen zuvor nicht erneut festgestellt hatte.
Damit entfiel zu diesem Zeitpunkt – ungeachtet der tatsächlichen Entwicklung des Infektionsgeschehens in der Bevölkerung – ein besonderer Beschluss des Bundestages als förmliche Voraussetzung für besondere Schutzmaßnahmen aufgrund von § 28a IfSG durch Landesverordnungen.
Der Bundestag hatte ohnehin „nicht das Recht, durch Feststellungsbeschlüsse Dispense von verfassungsrechtlichen Bindungen auszusprechen.“ Die handwerklichen und dogmatischen Mängel des § 28a Abs. 2 IfSG konnten nicht durch formalen Parlamentsbeschluss geheilt werden.
Ein erneuter Feststellungsbeschlus bleibt jedoch möglich, da § 5 Abs. 1 IfSG unverändert in Kraft ist.

## Änderung des Infektionsschutzgesetzes zum 24. November 2021
Ein „Sonderrecht“ für die Bekämpfung der COVID-19-Pandemie bestand seit einer am 24. November 2021 in Kraft getretenen Änderung des Infektionsschutzgesetzes auch unabhängig von einer durch den Deutschen Bundestag festgestellten epidemischen Lage von nationaler Tragweite.
Formal nicht mehr von einem entsprechenden Bundestagsbeschluss abhängig, konnten bestimmt Schutzmaßnahmen (Masken- und Testpflicht, Abstandsgebot etc.) weiterhin von den Ländern verordnet werden, „soweit sie zur Verhinderung der Verbreitung der Coronavirus-Krankheit-2019 (COVID-19) erforderlich sind“ bzw. „soweit und solange die konkrete Gefahr der epidemischen Ausbreitung der Coronavirus-Krankheit-2019 (COVID-19)“ in dem betreffenden Land  besteht.

## Evaluation und Reformbedarf
Zu den Auswirkungen der Feststellung einer epidemischen Lage von nationaler Tragweite im Rahmen der Coronavirus-SARS-CoV-2-Pandemie und zu der Frage einer Reformbedürftigkeit hat das Bundesministerium für Gesundheit eine externe Evaluation beauftragt (§ 5 Abs. 9 IfSG). Der Sachverständigenausschuss sieht in seinem Bericht von Juni 2022 „mit Blick auf gegenwärtige und zukünftige pandemische Herausforderungen einen erheblichen rechtlichen Reformbedarf.“
Die „Feststellung der epidemischen Lage von nationaler Tragweite“ (§ 5 Abs. 1 IfSG) ist eine juristisch insgesamt fragwürdige Konstruktion. Schlichte Bundestagsbeschlüsse seien zwar verfassungsrechtlich zulässig; das gelte auch für den Feststellungsbeschluss nach § 5 Abs. 1 S. 1 IfSG. Sie sind aber kein Ersatz für die förmliche Gesetzgebung. Sollte an der Konstruktion des Feststellungsbeschlusses gleichwohl festgehalten werden, bedürfe es sachspezifischer Verfassungsänderungen.
Die in Art. 20 Abs. 3 GG verfassungsrechtlich fundierte Normenhierarchie wurde durch das umfassende Verordnungsrecht des Bundesgesundheitsministeriums, mit dem von einer Vielzahl von Gesetzen abgewichen werden durfte, „auf den Kopf gestellt“. Bei der Verordnungsermächtigungen in § 5 Abs. 2 IfSG könne „von einer irgendwie erkennbaren Begrenzung im Hinblick auf Inhalt, Zweck oder Ausmaß keine Rede sein.“ Diese Verlagerung wesentlicher Entscheidungsbefugnisse auf eine zur Veränderung einer Vielzahl gesetzlicher Regelungen ermächtigte Exekutive werde im rechtswissenschaftlichen Schrifttum de constitutione lata zu Recht ganz überwiegend für verfassungswidrig gehalten.
In ihrer Stellungnahme vom 4. Oktober 2022 nimmt die Bundesregierung diese Einschätzung „zur Kenntnis.“ Sie werde prüfen, „welche der in § 5 Absatz 2 IfSG vorgesehenen Verordnungsermächtigungen für künftige bundesweite Gefährdungslagen benötigt werden und in welchem Umfang nach Inhalt, Zweck und Ausmaß hinreichend bestimmte Verordnungsermächtigungen erforderlich sind.“

## Epidemische Lage von landesweiter Tragweite

### Nordrhein-Westfalen
Mit Wirkung zum 15. April 2020 führte das Land Nordrhein-Westfalen besondere Handlungsbefugnisse des Landesgesundheitsministeriums im Rahmen einer „epidemischen Lage von landesweiter Tragweite“ ein. Durch Anordnungen im Bereich des öffentlichen Gesundheitswesens wie die Verschiebung bestimmter operativer Eingriffe oder die Beschlagnahme medizinischen, pflegerischen oder sanitären Materials konnten die Grundrechte der körperlichen Unversehrtheit und der Freiheit der Person, der Berufsfreiheit sowie der Eigentumsfreiheit eingeschränkt werden. Eine epidemische Lage von landesweiter Tragweite lag vor, „wenn der Landtag aufgrund der Ausbreitung einer bedrohlichen übertragbaren Krankheit im Land eine epidemische Lage feststellt, die die gesundheitliche und pflegerische Versorgung der Bevölkerung in Nordrhein-Westfalen oder wesentlichen Teilen hiervon zu gefährden droht.“ Die epidemische Lage von landesweiter Tragweite endete in Nordrhein-Westfalen am 18. Juni 2021, das Gesetz trat am 31. Dezember 2002 außer Kraft.

### Niedersachsen
Nach § 3a des Niedersächsischen Gesetzes über den öffentlichen Gesundheitsdienst (NGöGD) konnte der Landtag auf Antrag der Landesregierung eine epidemische Lage von landesweiter Tragweite feststellen, wenn zwar keine epidemische Lage von nationaler Tragweite festgestellt, die medizinische Versorgung der Bevölkerung in Niedersachsen aber aufgrund der Ausbreitung einer bedrohlichen übertragbaren Krankheit im Sinne des § 2 Nr. 3 a IfSG dennoch gefährdet ist. Unter anderem hätte das zuständige Fachministerium dann anstelle der Landkreise und kreisfreien Städte die Aufgaben der örtlichen Gesundheitsämter landkreisübergreifend wahrnehmen dürfen (§ 3a Abs. 2 NGöGD). Die Regelung trat am 1. April 2021 außer Kraft. Mit Wirkung zum 18. Juli 2020 wurde § 182 neu in das Niedersächsische Kommunalverfassungsgesetz (NKomVG) eingefügt. § 182 Abs. 4 NKomVG erlaubte während einer epidemischen Lage von nationaler oder landesweiter Tragweite, Ratsbeschlüsse im schriftlichen Umlaufverfahren zu fassen und nicht in öffentlicher Präsenzsitzung der Abgeordneten. Bis zum 1. Juli 2022 galt eine vergleichbare Regelung für Beschlüsse nach dem niedersächsischen Personalvertretungsgesetz.

### Bayern
Nach Art. 1 Abs. 1 des Bayerischen Infektionsschutzgesetzes (BayIFSG) konnte die Staatsregierung das Vorliegen eines Gesundheitsnotstands feststellen, „wenn eine übertragbare Krankheit im Sinne des Infektionsschutzgesetzes (IfSG) in der bayerischen Bevölkerung so zahlreich oder in so schwerer Ausprägung auftritt oder aufzutreten droht, dass dadurch die Versorgungssicherheit durch das  öffentliche Gesundheitswesen und die Gesundheit oder das Leben einer Vielzahl von Menschen ernsthaft gefährdet erscheint.“ Aufgrund besonderer Befugnisse hätten gegebenenfalls das Recht auf körperliche Unversehrtheit und die Freizügigkeit eingeschränkt werden können (Art. 10 BayIfSG), etwa durch die Verpflichtung von ärztlichem Personal, in Einrichtungen der medizinischen oder pflegerischen Versorgung bestimmte Dienst-, Sach- und Werkleistungen zu erbringen. Das BayIfSG trat mit Ablauf des 31. Dezember 2020 außer Kraft, ohne angewendet worden zu sein.
Bei den am 29. März 2020 im Zuge der Kommunalwahlen in Bayern 2020 erforderlichen Stichwahlen durften nach einer Änderung des Gemeinde- und Landkreiswahlgesetz (GLKrWG) in Art. 9a des BayIfSG keine Abstimmungsräume zur Stimmabgabe genutzt werden. Sie fanden daher ausschließlich als Briefwahlen statt.

## Schweiz
Für den Vollzug des Epidemiengesetzes und damit für das Anordnen von Massnahmen zur Verhütung und Bekämpfung von übertragbaren Krankheiten sind in der Regel die Kantone zuständig. In einer besonderen Lage, insbesondere einer von der WHO festgestellten gesundheitlichen Notlage internationaler Tragweite, erhält der Bundesrat die Befugnis, nach Anhörung der Kantone bestimmte Massnahmen anzuordnen (Art. 6 EpG), in einer außerordentlichen Lage auch ohne Grundlage in einem Bundesgesetz unmittelbar kraft Verfassungsrechts die erforderlichen Polizeinotverordnungen für das ganze Land (Art. 7 EpG, Art. 185 Abs. 3 der Bundesverfassung).
Ab 1. April 2022 wurden die letzten Massnahmen zur Bekämpfung der COVID-19-Pandemie in der Schweiz in der Covid-19-Verordnung besondere Lage  aufgehoben.